# روجر لينكس
روجر لينكس (بالإنجليزية: Roger Links)‏ هو لاعب كرة قدم جنوب أفريقي في مركز الدفاع، ولد في 4 أكتوبر 1963 في جنوب أفريقيا. شارك مع منتخب جنوب أفريقيا لكرة القدم. أما مع النوادي، فقد لعب مع أياكس كيب تاون.